# Virginia (Południowa Afryka)
Virginia − miasto zamieszkane przez 21 846 ludzi w Południowej Afryce, w prowincji Wolne Państwo.
Virginia położona jest ok. 140 km na północny wschód od miasta Bloemfontein, na głównej trasie łączącej je z Johannesburgiem. Jest miasteczkiem górniczym, miejscem wydobycia złota, leży bowiem w rejonie największych w Wolnym Państwie złóż tego surowca. Oprócz górnictwa mieszkańcy regionu utrzymują się głównie z uprawy kukurydzy i hodowli zwierząt.